# 등겨장
등겨장은  경상북도 지역에서 주로 보리의 속겨로 만들던 장류이다. 메주를 만들어 왕겨 속에 묻어 구운 다음 매달아 말리고 띄운다. 춘궁기에 된장이나 고추장이 떨어졌을 때 며칠 만에 발효시켜 먹던 장류이다. 시금장 또는 등게장으로도 부른다.
경상북도 성주군의 등겨장이 맛의 방주에 등재되어 있다.
등겨장은 보리의 속 껍질(도정작업에서 마지막으로 나오는 고운 가루)로 반죽을 하여 개떡을 만들어 발효시킨 장류이다.
도넛 모양의 보리개떡으로 만든 메주를 잘 발효시키기 위해 옛날에는 왕겨에 묻어 구웠으나 지금은 가스불이나 연탄등으로 약한불로 오래동안 직화하여 구운 다음 35도 전후의 온도로 45일에서 60일정도 오랜기간 매달아 띄운다. 
잘 띄운 등겨메주를 분쇄하여 콩물과 고추가루 또는 고추씨 그리고 조청을 넣고 하루 또는 이틀 발효하면 등겨장이 만들어지지만 지역에 따라 만드는 방법과 재료가 틀려 지역에 따라 맛의 차이가 확연하게 다른게 등겨장의 특징이다.
등겨장은 된장을 담기 위한 메주 작업 후에 등겨메주를 만들고 된장이 떨어지는 봄에 등겨장을 담아 먹었으나 현재는 계절에 상관없이 먹는 식품이 되었다. 그러나 등겨장을 만드는 기초인 등겨메주는 만드는 시기가 매우 중요하며 벌레가 나오기전인 이른봄에 만들고 발효시켜야 등겨메주가 썩거나 벌레가 생겨 버리는등등 실폐하는 경우가 많아, 만드는 과정이 까다롭고 일손이 많이 가는 장류이다. 이 시기에 만든 등겨메주를 잘 빻아 가루로 만들어 서늘한곳에 보관하면서 조금씩 만들어 먹는 즉석장인 것이다.
등겨장을 만들어 먹던 지역은 경상북도가 아닌 경상도 전역이고 정확한 원산지는 문헌상으로도 알수가 없고, 경상도 여러지역에서 최초의 발생지라고 주장하고 있다. 등겨장이 활성화된 지역은 대구광역시 달성군과 경상북도 김천, 성주, 경주, 고령등이며 경상남도는 창녕, 의령, 합천, 함안등이다. 이와 같이 등겨장이 활성화된 지역들은 모두 대구광역시를 중심으로 유통, 생산되고 있고 지역로컬푸드매장에서 구입이 할 수 있으며 각 지역의 등겨장을 맛볼 수 있다.

## 같이 보기
- 집장